# Dimitrios Konstantinidis
Dimitrios Konstantinidis (Korinos, Grecia, 2 de junio de 1994) es un futbolista griego. Juega de defensor y su equipo actual es el Levadiakos F. C. de la Superliga de Grecia.

## Clubes
| Club                        | País       | Año       | Part. | Goles |
| --------------------------- | ---------- | --------- | ----- | ----- |
| PAOK F. C.                  | Grecia     | 2011-2014 | 23    | 0     |
| Aiginiakos F. C. (cedido)   | Grecia     | 2014      | 20    | 1     |
| PAOK F. C.                  | Grecia     | 2015-2016 | 30    | 1     |
| A. C. Omonia Nicosia        | Chipre     | 2016-2017 | 20    | 0     |
| PAOK F. C.                  | Grecia     | 2017      | 0     | 0     |
| Brescia Calcio              | Italia     | 2018      | 0     | 0     |
| Aris F. C.                  | Grecia     | 2018-2019 | 9     | 1     |
| M. F. K. Zemplín Michalovce | Eslovaquia | 2020      | 8     | 2     |
| F. C. Spartak Trnava        | Eslovaquia | 2020      | 1     | 0     |
| F. C. Petržalka             | Eslovaquia | 2020      | 1     | 0     |
| Olympiakos Nicosia F. C.    | Chipre     | 2021      | 9     | 0     |
| Ionikós F. C.               | Grecia     | 2021      | 7     | 0     |
| Levadiakos F. C.            | Grecia     | 2022-     | 16    | 2     |

## Palmarés

### Campeonatos nacionales
| Título                      | Club             | País   | Año     |
| --------------------------- | ---------------- | ------ | ------- |
| Segunda Superliga de Grecia | Levadiakos F. C. | Grecia | 2021-22 |